# Częstochowa Towarowa
Częstochowa Towarowa - towarowa stacja kolejowa w Częstochowie, w województwie śląskim, w Polsce.
Stację wybudowano w latach 50. XX wieku na potrzeby rozbudowywanej wówczas huty. W związku z mniejszą skalą działalności zakładu w 2023 r. ogłoszono kolejno dwa przetargi na przebudowę i remont stacji do 2026 r. z dostosowaniem do mniejszych potrzeb przeładunkowych i wymianą urządzeń sterowania ruchem kolejowym z lat 40. lub 50. na przystosowane do przyszłej współpracy z ETCS/ERTMS poziomu 2 oraz z planowanym lokalnym centrum sterowania.